# Spital (Balingen)

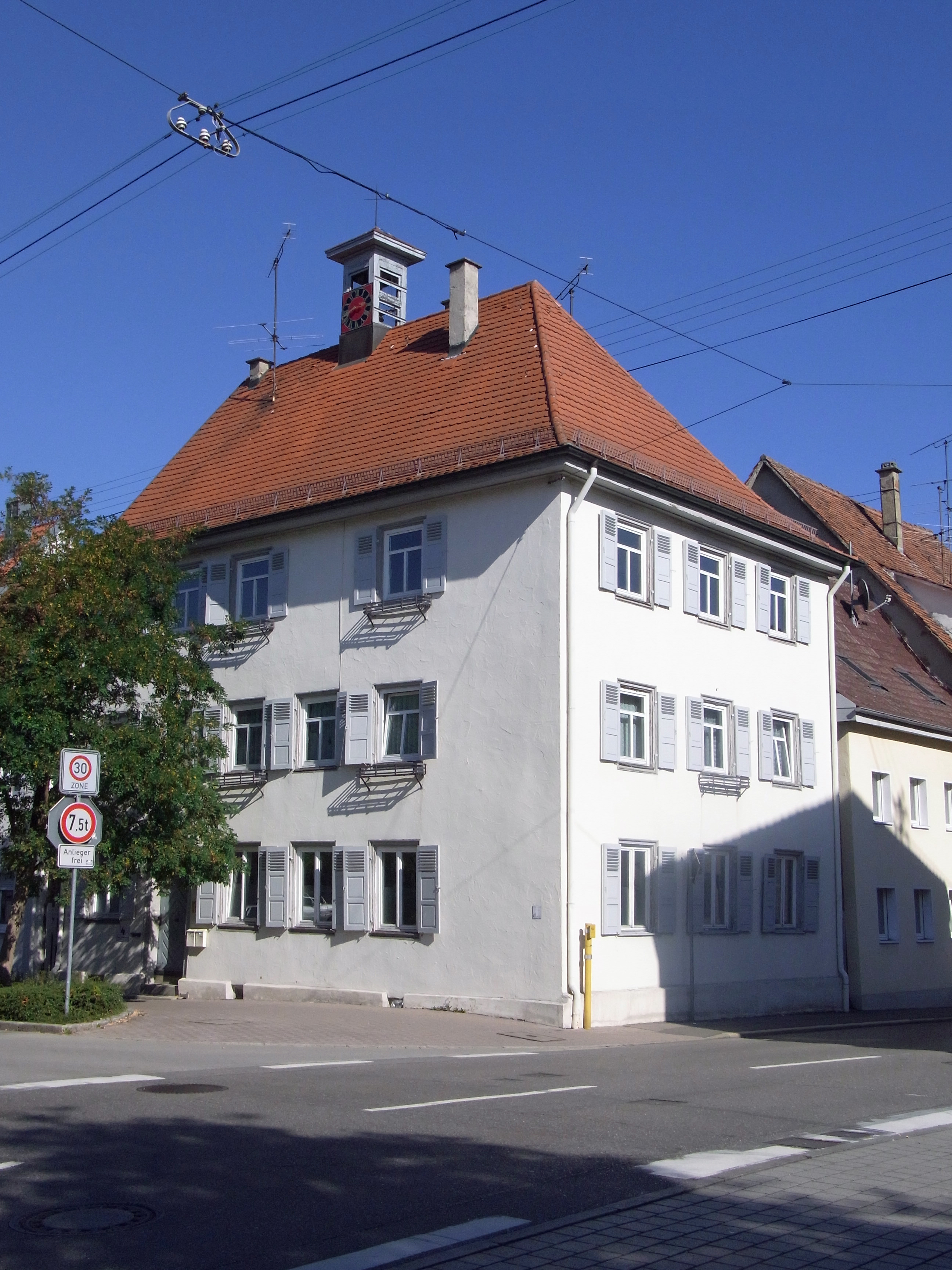
Spital in Balingen

Das Spital in Balingen, der Kreisstadt des Zollernalbkreises in Baden-Württemberg, wurde nach dem Stadtbrand von 1809 errichtet. Das ehemalige Spital in der Ebertstraße 15, an der Ecke zur Spitalstraße, ist ein geschütztes Kulturdenkmal.
Das heute als Hostel und Café genutzte dreigeschossige Gebäude mit Walmdach besitzt einen Dachreiter mit Uhr, der 1860 hinzugefügt wurde.
Geschichte des Spitals
Das Spital (1489 gestiftet) befand sich hinter der Stadtkirche und wurde als Alten-, Wohn- und Pflegeheim genutzt. Beim Stadtbrand 1809 fiel es dem Flammen zum Opfer. 1810 wurde das Spital (damals Friedrichstraße, heutige Ebertstraße) erbaut. 
1813 Das Spital diente als Lazarett (während der Napoleonischen Kriege) 
1867-1872 Umbau des Spitals zum Armen bzw. Krankenhaus (Obdachlose wurden untergebracht) 
1910 Aus dem Protokoll der Ortsarmenbehörde wurde bemängelt, dass die meisten Zimmer nicht gegipst gewesen waren, weswegen die Wanzen nie aus dem Spital entfernt werden könnten. In dieser Zeit waren viele „Handwerksburschen, Zigeuner und sonstigem fahrendem Volk im Spital beherbergt“. Städtische Spital ist in einem schlechten Zustand gewesen.
1915 Infolge der Erdölnot besteht das Bedürfnis eine elektrische Beleuchtung einzurichten. Einrichtung von 6 Lampen und des Zählers; Kosten 96 Mark 1922. Der freiwerdende Stall wurde als Ziegenstall genutzt. Auch die elektrische Beleuchtung wurde ergänzt: 5 Lampen für die 5 Zimmer und eine Lampe für den Keller. 
Februar 1925 Infolge der Einrichtung des Ziegenstalls herrschte Raumnot für die Unterbringung der Kohlenvorräte. Daher wurde die Einrichtung eines Kohlenraums im Untergeschoss des städtischen Spitals eingerichtet. 
1934 – 1962: Städtisches Altersheim 1934 Vornahme von baulichen Verbesserungen und Instandsetzungen 1. Erneuerung des Kamins 2. Renovierung von 3 Wohnräumen im 2. Obergeschoss: Leimfarbanstrich, Ölfarbanstrich, Tapezierung 3. Instandsetzen des Treppenhauses: Leimfarbanstrich und Ölfarbanstrich 4. Anbringen einer zweiten Türe an den Ziegenstall 
1951 Städtische Altersheime waren verpflichtet das Heim an Flüchtlinge, Sachgeschädigte, Währungsgeschädigte oder politische Verfolgte zur Verfügung zu stellen. Eine einheitliche Möblierung der Zimmer im städtischen Altersheim ist vorgeschlagen worden, Kosten trug die Stadt Balingen. Der ganze Aufenthaltsraum im Erdgeschoss und die Küche wurden frisch tapeziert und zum Teil neu gestrichen. Die Malerarbeiten wurden an Malermeister Johann Wanger vergeben. 
1958 Gebäude befand sich wieder in einem schlechten Zustand. Größere Gipserarbeiten, Beschaffung von Fensterläden und teilweise Ersatz von Bauholz. Das städtische Altersheim war bis 1962 als solches belegt.
2022-2023 das Gebäude wird umfassend saniert und zum Beherbergungsbetrieb mit Café umgenutzt. Das Hostel Altes Spital Balingen wird im Juli 2023 eröffnet.